# Vianca Lagerwall
Vianca Lagerwall (* 9. Dezember 1992 als Vianca du Toit) ist eine neuseeländische Leichtathletin, die sich auf den Hochsprung spezialisiert hat.

## Sportliche Laufbahn
Vianca Lagerwalls einziger internationaler Auftritt war 2012, als sie bei den Ozeanienmeisterschaften in Cairns mit übersprungenen 1,71 m die Goldmedaille gewann.